# Le Mariage aux lanternes
Personnages
- Catherine
- Denise
- Fanchette
- Guillot
- Le garde-champêtre

Le Mariage aux lanternes est une opérette en un acte de Jacques Offenbach, sur un livret de Michel Carré et Léon Battu, créée le 10 octobre 1857 aux Bouffes-Parisiens, salle Choiseul.

## Historique
Le Mariage aux lanternes est un remaniement du Trésor à Mathurin (livret de Battu) qui, quoique bien reçu lors de son unique représentation le 7 mai 1853 salle Herz, fut ensuite perdu.
Cette opérette champêtre et sentimentale, tranchant avec la « bouffonnerie » des œuvres créées par le compositeur à la même époque, a ensuite été produite à Berlin et à Vienne en 1858, à Prague, Graz et Budapest en 1859, à Londres, New York, Bruxelles, Stockholm en 1860, à Moscou en 1871 et à Milan en 1875. Plus tard, elle a été rejouée à l’Opéra-Comique en 1919, à Stockholm en 1927 et à Berlin en 1930.

## Argument
Guillot est un joli fermier à marier qui n’aurait qu’à regarder auprès de lui pour y trouver celle qu’il cherche en vain. Il s’agit de Denise, une cousine orpheline à qui Guillot cache ses sentiments en la traitant avec brusquerie, ce qui la met au désespoir. Tous deux écrivent à leur oncle Mathurin pour lui demander, Guillot de l’argent et Denise conseil. L’oncle écrit à Denise l’informant qu’elle trouvera un bon mari sous cet arbre. De son côté, Guillot a reçu une lettre lui enjoignant de se rendre, à la nuit tombante, sur la place du village, et que là, il rencontrera, au pied d’un grand arbre, un trésor qui doit assurer son bonheur. Malheureusement, Fanchette et Catherine, deux veuves coquettes qui ont jeté leur dévolu sur Guillot et qui se moquent de sa balourdise, ont surpris l’avis de l’oncle Mathurin. Elles se glissent donc aussi au rendez-vous avec des lanternes dissimulées sous l’étoffe de leurs tabliers, déterminées à obtenir la main de Guillot. Entretemps, Denise arrive sur la place du village et s’endort sous le grand arbre où son oncle qui lui dit qu’elle devait trouver un bon mari. Fanchette et Catherine n’arrivent que pour découvrir le trésor promis à Guillot. La présence de tout le village, accouru pour éclairer à grand renfort de lanternes le trésor de Guillot, ne fait qu’ajouter à la confusion de Catherine et de Fanchette. Comme Guillot arrive avec sa bêche et la lanterne, Denise entend son nom dans son sommeil et comprend qu’elle est le trésor promis à Mathurin. Ils conviennent alors de se marier, au grand dam des deux veuves.

## Rôles
| Rôle               | Typologie vocale | Création, 10 octobre 1857 (chef d'orchestre : Jacques Offenbach) |
| ------------------ | ---------------- | ---------------------------------------------------------------- |
| Catherine          | soprano          | Marie Dalmont                                                    |
| Denise             | soprano          | Mareschal                                                        |
| Fanchette          | soprano          | Lise Tautin                                                      |
| Guillot            | ténor            | Auguste-Charles Geoffroy                                         |
| Le garde-champêtre | rôle parlé       | Antognigni                                                       |

## Enregistrements
- Enregistrements disponibles sur operadis-opéra-discography.org.uk